# Возель, Мишель
Мишель Возель (фр. Michel Vauzelle; род. 15 августа 1944, Монтелимар) — французский политик, министр юстиции (1992—1993).

## Биография
Родился 15 августа 1944 года в Монтелимаре.
Сын рабочего, стал инженером, затем — техническим директором предприятия. Поддерживал деятельность президента Де Голля в области внешней и оборонной политики. В 1969 году поддержал президента Помпиду в части социальной политики, работал в секретариате премьер-министра Шабан-Дельмаса. В 1974 году поддерживал его президентскую кампанию, а после его поражения в первом туре выступил в поддержку Франсуа Миттерана, вышедшего во второй тур против Валери Жискар д’Эстена. В 1977 году избран по списку Союза левых в муниципальный совет Арля, в 1981—1986 годах являлся официальным представителем администрации президента Миттерана, в 1986 году впервые избран депутатом Национального собрания от департамента Буш-дю-Рон.
С 1976 года являлся членом Социалистической партии, в 1992—1993 годах занимал должность министра юстиции в правительстве Пьера Береговуа, осуществлял реформу уголовно-процессуального кодекса. В тот же период был избран в генеральный совет департамента Буш-дю-Рон, в 1995 году избран мэром Арля, в 1998 году — председателем регионального совета Прованс — Альпы — Лазурный Берег, в 2004 и 2010 годах — переизбран.